# Manikara

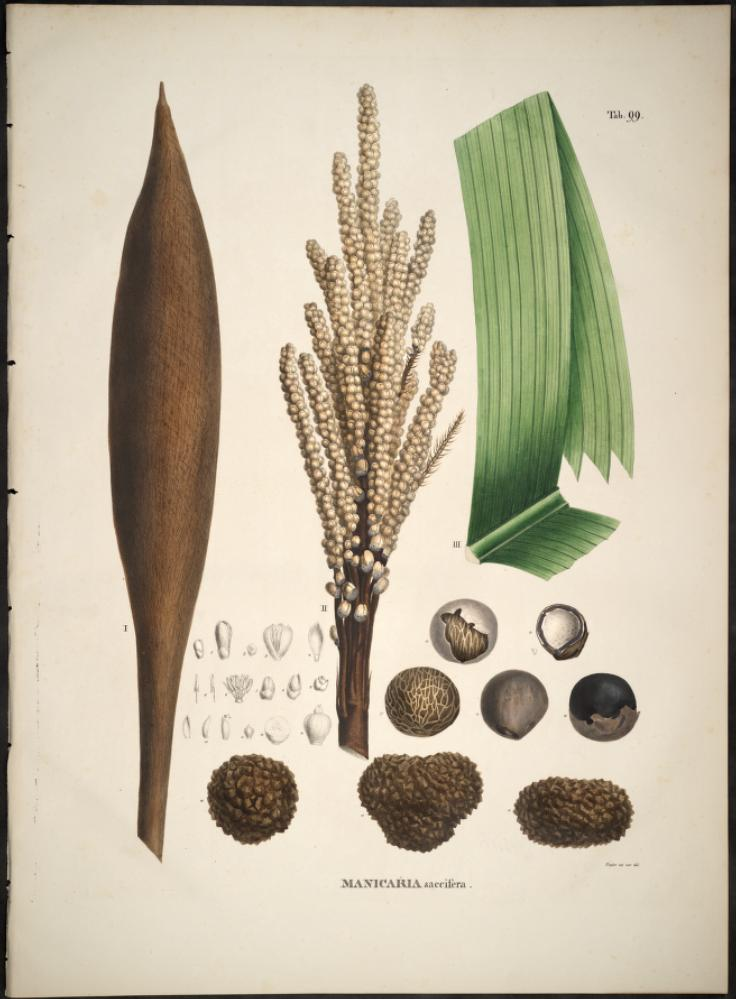
Manicaria saccifera na ilustraci přibližně z roku 1823

Manikara (Manicaria) je rod palem, rozšířený ve dvou druzích v tropické Americe, kde osidlují podrost periodicky zaplavovaných lesů v blízkosti vodních toků. Jsou to robustní, středně vysoké palmy s krátkým kmenem a dlouhými nečleněnými nebo nepravidelně zpeřenými listy. Květenství jsou uzavřena v toulcovitém listenu a mají specializovaný způsob opylování. Manikary mají poměrně pestré domorodé využití. Listy jsou ceněny jako pevná a trvanlivá střešní krytina. Palmy poskytují i potravu, vlákna, ságo a mají význam v domorodé medicíně.

## Popis
Manikary jsou jednodomé, robustní, beztrnné palmy, dorůstající výšky do 10 metrů. Kmen bývá krátký, vzpřímený nebo nakloněný, občas dichotomicky větvený, o průměru až 35 cm, na povrchu s vystouplými kruhovitými listovými jizvami, v horní části se zbytky odumřelých bází listů. Listy jsou rozměrné, 3 až 8 metrů dlouhé, v mládí nečleněné, později nepravidelně zpeřeně členěné, dlouze řapíkaté. Květenství jsou oboupohlavná, vzpřímená, bohatě jednoduše nebo až čtyřnásobně větvená, krátce stopkatá, skrytá mezi bázemi listů a kompletně obalená uzavřeným válcovitým listenem se síťovitou strukturou. Jednotlivé postranní větve květenství jsou poměrně krátké, na bázi s několika triádami se samičími květy následovanými pouze samčími květy. Květy jsou poněkud zanořené do vřetene, s trojčetným kalichem a korunou. Samčí květy jsou poněkud nepravidelné a obsahují 30 až 35 tyčinek. Semeník v samičích květech je obvejcovitého tvaru a obsahuje 3 komůrky, v nichž je po 1 vajíčku.
Plody jsou velké, kulovité nebo dvou či trojlaločné, při bázi se zbytky blizen. Obsahují jedno až tři semena. Dřevnatá vnější vrstva mezokarpu tvoří bradavčitý povrch plodu, vnitřní vrstva je houbovitá, pecka (endokarp) je tenká a hladká. Epikarp za zralosti chybí. Semena jsou kulovitá a obsahují homogenní endosperm.

## Rozšíření
Rod manikara je ve 2 druzích rozšířen výhradně v tropické Americe. Druh Manicaria saccifera je rozšířen v severní části Amazonské pánve, v deltě Orinoka, Guyaně, Francouzské Guyaně a Surinamu, rovněž ve východních, atlantických oblastech Střední Ameriky a na Trinidadu. Výskyt Manicaria martiana je omezen na severozápadní část Amazonie.
Manikary rostou v Amazonii charakteristicky jako součást podrostu periodicky zaplavovaných lesů (varzea). Vytvářejí klonální porosty v blízkosti vodních toků. Rovněž ve Střední Americe obývají zaplavované poříční lesy.

## Ekologické interakce
Květenství manikar se rozvíjejí v průběhu celého roku. Samoopylení je zabráněno protandrií, v rámci květenství nejprve dozrávají samčí květy a až po vyprášení pylu se blizny samičích květů stávají receptivními. U druhu Manicara saccifera byla zjištěna těsná a v rámci palem ojedinělá symbiotická vazba s drobnými brouky rodu Mystrops (M. cercus, M. erviki) z čeledi lesknáčkovití (Nitidulidae). Brouci využívají květenství palmy nejen jako zdroj potravy, také se zde rozmnožují a vyvíjejí se zde jejich larvy. Přístupu ostatních druhů hmyzu, větších než 2 mm, brání uzavřený listen obklopující květenství, jehož vláknitá struktura funguje jako síto, a úzce sevřené korunní lístky samičích květů. V samčí fázi navštěvují květenství také drobní drabčíci rodu Amazoncharis a Xanthogypus.
Semena jsou šířena vodou a jsou schopna plavat na hladině po dlouhou dobu bez ztráty klíčivosti. Plody vyhledávají jako potravu různí savci, například prasata pekari, opice či hlodavci. Šíření obratlovci je však neefektivní, neboť při něm dochází k destrukci semen. To je také jeden z důvodů, proč palma upřednostňuje podmáčená a zaplavovaná území, kde je tlak na predaci semen nižší.
V kmenech manikar se vyvíjejí larvy velkého nosatcovitého brouka Rhynchophorus palmarum. Semena často vyžírají larvy mandelinky Pachymerus dactris.

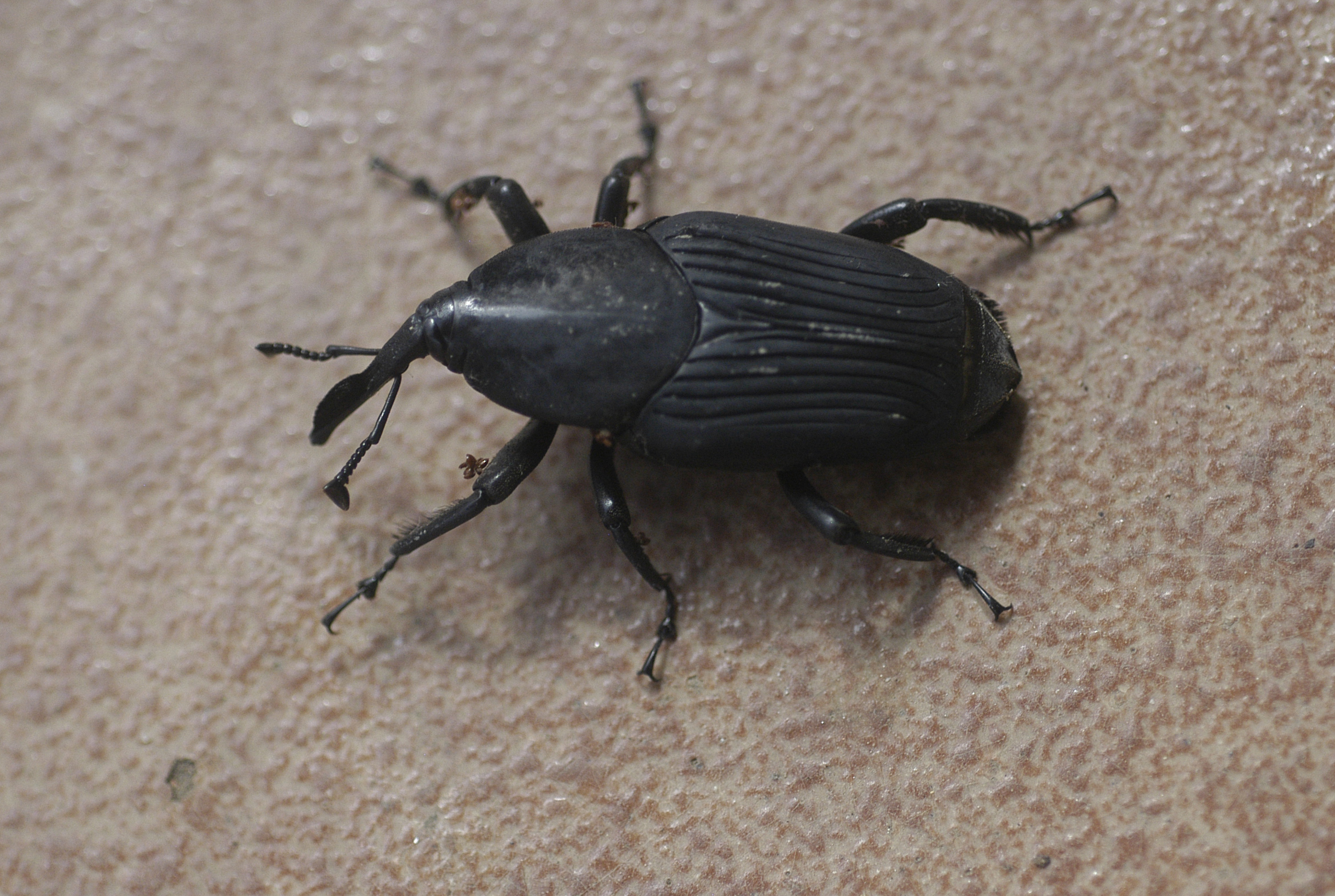
Nosatcovitý brouk Rhynchophorus palmarum

## Taxonomie
Rod Manicaria je v rámci čeledi Arecaceae řazen do podčeledi Arecoideae a samostatného monogenerického tribu Manicarieae. Mezi blízce příbuzné rody náleží Leopoldinia (3 druhy v Amazonii) a rody tribu Geonomateae, rozšířené rovněž v tropické Americe.

## Význam
Manikary mají pro domorodé obyvatelstvo zásadní význam zejména jako zdroj kvalitní a trvanlivé střešní krytiny, která může vydržet i více než 12 let, než musí být vyměněna. V ústí Amazonky se jedná o nejvíce využívanou přírodní krytinu.
Indiáni kmene Warao v deltě Orinoka používají listy Manicaria saccifera jako plachty na kánoe.
Z toulce obklopujícího květenství se získávají vlákna a používají se ke zhotovování rohoží. Velká semena slouží k výrobě suvenýrů. Z kmene palem je získáváno škrobnaté ságo. Nezralý endosperm semen je jedlý. Z padlých kmenů získávají domorodci larvy nosatců, které využívají jako výživnou potravu.
V domorodé medicíně je Manicaria saccifera používána k léčbě kardiovaskulárních chorob, zánětu ledvin, kožních chorob aj. Tekutina z plodů se používá k úlevě při kašli, astmatu a jiných respiračních potížích a ke snížení horečky, odvar na bronchitidu. Semenáčky jsou jedlé a podávají se dětem trpícím průjmy. Obdobné využití má i Manicaria martiana.
Občas jsou manikary pěstovány jako nápadné exponáty v botanických zahradách.

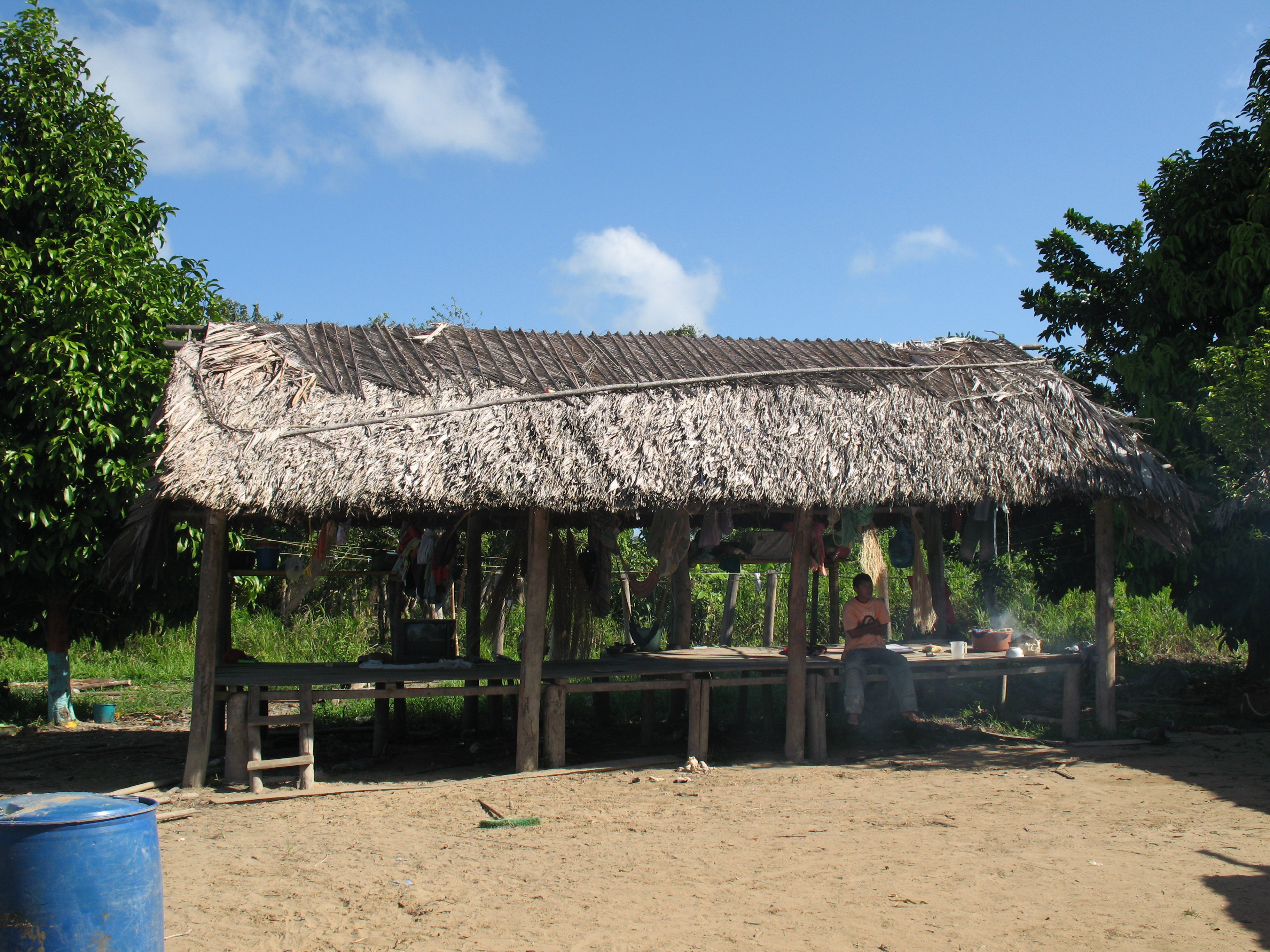
Lehká stavba kmene Warao s krytinou z palmového listí
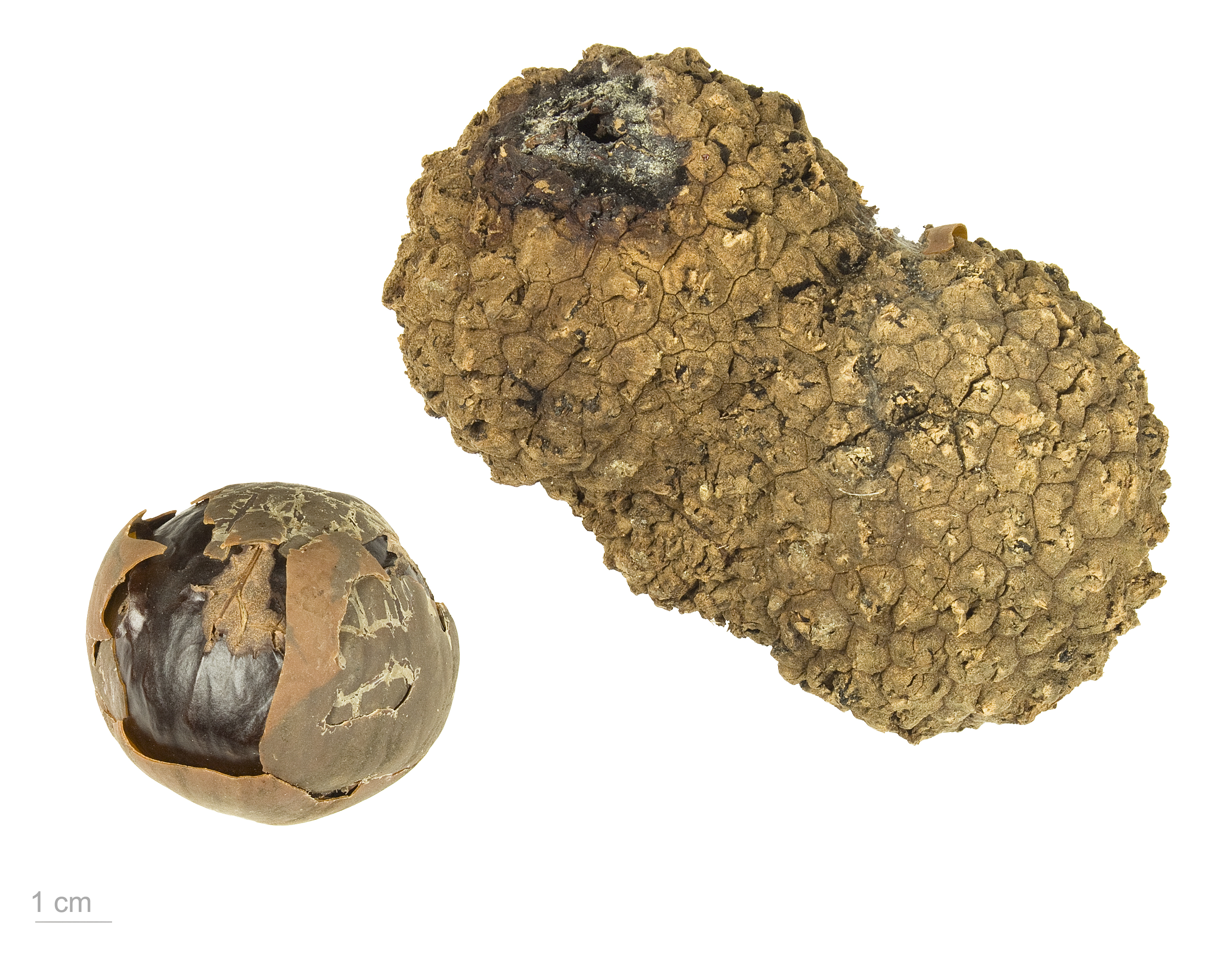
Plody Manicaria saccifera
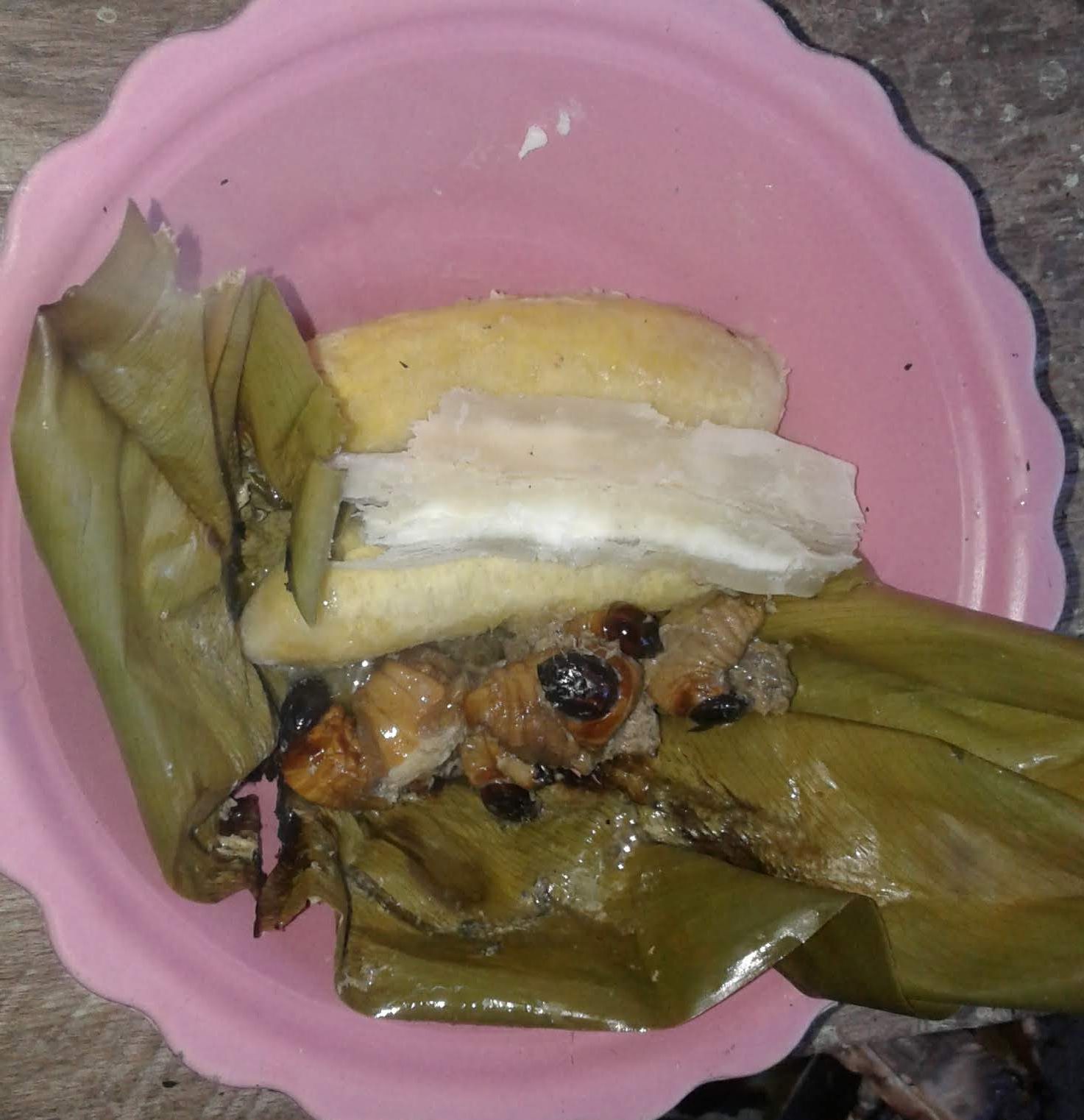
Pokrm z larev nosatce Rhynchophorus palmarum